# Guatemala a 2012. évi nyári olimpiai játékokon
Guatemala a nagy-britanniai Londonban megrendezett 2012. évi nyári olimpiai játékok egyik részt vevő nemzete volt. Az országot az olimpián 11 sportágban 19 sportoló képviselte, akik összesen 1 érmet szereztek. Guatemala első érmét szerezte az olimpiai játékok történetében.

## Érmesek
| Érem  | Versenyző      | Sportág  | Versenyszám           |
| ----- | -------------- | -------- | --------------------- |
| Ezüst | Erick Barrondo | Atlétika | Férfi 20 km gyaloglás |

## Atlétika
Férfi
| Versenyző         | Versenyszám     | Eredmény | Helyezés |
| ----------------- | --------------- | -------- | -------- |
| José Amado García | Maraton         | 2:18:23  | 38.      |
| Erick Barrondo    | 20 km gyaloglás | 1:18:57  |          |
| Erick Barrondo    | 50 km gyaloglás | kizárták | kizárták |
| Jaime Quiyuch     | 50 km gyaloglás | kizárták | kizárták |

Női
| Versenyző     | Versenyszám     | Eredmény | Helyezés |
| ------------- | --------------- | -------- | -------- |
| Jamy Franco   | 20 km gyaloglás | 1:33:18  | 31.      |
| Mayra Herrera | 20 km gyaloglás | 1:35:33  | 46.      |
| Mirna Ortíz   | 20 km gyaloglás | kizárták | kizárták |

## Cselgáncs
Férfi
| Versenyző       | Versenyszám | Selejtező         | 32-es főtábla                        | Nyolcaddöntő      | Negyeddöntő       | Elődöntő          | Vigaszág elődöntő | Bronz- mérkőzés   | Döntő             | Helyezés |
| Versenyző       | Versenyszám | Ellenfél Eredmény | Ellenfél Eredmény                    | Ellenfél Eredmény | Ellenfél Eredmény | Ellenfél Eredmény | Ellenfél Eredmény | Ellenfél Eredmény | Ellenfél Eredmény | Helyezés |
| --------------- | ----------- | ----------------- | ------------------------------------ | ----------------- | ----------------- | ----------------- | ----------------- | ----------------- | ----------------- | -------- |
| Darrel Castillo | Nehézsúly   |                   | Kamikava Daiki (JPN) · 000(0)-100(0) | kiesett           | kiesett           | kiesett           |                   |                   |                   | 9.       |

## Kerékpározás

### Országúti kerékpározás
Férfi
| Versenyző    | Versenyszám   | Idő           | Helyezés      |
| ------------ | ------------- | ------------- | ------------- |
| Manuel Rodas | Mezőnyverseny | nem ért célba | nem ért célba |

## Öttusa
| Versenyző       | Versenyszám | Vívás    | Vívás | Vívás | Úszás   | Úszás | Úszás | Lovaglás | Lovaglás | Lovaglás | Lovaglás | Futás/Lövészet | Futás/Lövészet | Futás/Lövészet | Futás/Lövészet | Összesen    | Összesen |
| Versenyző       | Versenyszám | Eredmény | Pont  | Hely. | Idő     | Pont  | Hely. | Idő      | Hibapont | Pont     | Hely.    | Lövőhiba       | Idő            | Pont           | Hely.          | Összes pont | Helyezés |
| --------------- | ----------- | -------- | ----- | ----- | ------- | ----- | ----- | -------- | -------- | -------- | -------- | -------------- | -------------- | -------------- | -------------- | ----------- | -------- |
| Andrei Gheorghe | Férfi       | 15-20    | 760   | 25.*  | 2:13,89 | 1196  | 35.   | 77,04    | 88       | 1112     | 22.      | 1              | 11:15,58       | 2300           | 27.            | 5368        | 31.      |

* - két másik versenyzővel azonos eredményt ért el

## Sportlövészet
Férfi
| Versenyző        | Versenyszám    | Selejtező | Selejtező | Döntő   | Döntő    |
| Versenyző        | Versenyszám    | Pont      | Helyezés  | Pont    | Helyezés |
| ---------------- | -------------- | --------- | --------- | ------- | -------- |
| Sergio Sánchez   | Légpisztoly    | 565       | 42.       | kiesett | kiesett  |
| Sergio Sánchez   | Szabadpisztoly | 533       | 36.       | kiesett | kiesett  |
| Jean-Pierre Brol | Trap           | 116       | 28.       | kiesett | kiesett  |

## Súlyemelés
Férfi
| Versenyző       | Versenyszám | Szakítás | Szakítás | Lökés    | Lökés    | Összesen | Helyezés |
| Versenyző       | Versenyszám | Eredmény | Helyezés | Eredmény | Helyezés | Összesen | Helyezés |
| --------------- | ----------- | -------- | -------- | -------- | -------- | -------- | -------- |
| Christian López | +105 kg     | 172      | 15.      | 215      | 14.      | 387      | 15.      |

Női
| Versenyző        | Versenyszám | Szakítás | Szakítás | Lökés    | Lökés    | Összesen | Helyezés |
| Versenyző        | Versenyszám | Eredmény | Helyezés | Eredmény | Helyezés | Összesen | Helyezés |
| ---------------- | ----------- | -------- | -------- | -------- | -------- | -------- | -------- |
| Astrid Camposeco | +75 kg      | 93       | 12.      | 115      | 11.      | 208      | 11.      |

## Taekwondo
Női
| Versenyző        | Versenyszám | Nyolcaddöntő             | Negyeddöntő       | Elődöntő          | Vigaszág elődöntő           | Bronz- mérkőzés              | Döntő             | Helyezés |
| Versenyző        | Versenyszám | Ellenfél Eredmény        | Ellenfél Eredmény | Ellenfél Eredmény | Ellenfél Eredmény           | Ellenfél Eredmény            | Ellenfél Eredmény | Helyezés |
| ---------------- | ----------- | ------------------------ | ----------------- | ----------------- | --------------------------- | ---------------------------- | ----------------- | -------- |
| Elizabeth Zamora | Légsúly     | Vu Csing-jü (CHN) · 2-10 |                   |                   | Kaszahara Erika (JPN) · 6-2 | Chanatip Sonkham (THA) · 0-8 |                   | 5.       |

## Tollaslabda
| Versenyző    | Versenyszám | Csoportkör                                                                                          | Csoportkör | Nyolcaddöntő                     | Negyeddöntő       | Elődöntő          | Bronz- mérkőzés   | Döntő             | Helyezés |
| Versenyző    | Versenyszám | Ellenfél Eredmény                                                                                   | Hely.      | Ellenfél Eredmény                | Ellenfél Eredmény | Ellenfél Eredmény | Ellenfél Eredmény | Ellenfél Eredmény | Helyezés |
| ------------ | ----------- | --------------------------------------------------------------------------------------------------- | ---------- | -------------------------------- | ----------------- | ----------------- | ----------------- | ----------------- | -------- |
| Kevin Cordón | Férfi egyes | M csoport · Henri Hurskainen (SWE) · 15-21, 21-12, 21-14 · Rajiv Ouseph (GBR) · 21-12, 17-21, 21-19 | 1.         | Szaszaki Só (JPN) · 21-23, 10-21 | kiesett           | kiesett           | kiesett           | kiesett           | 9.       |

## Torna
Női
| Versenyző       | Versenyszám      | Selejtező | Selejtező | Döntő    | Döntő    |
| Versenyző       | Versenyszám      | Pontszám  | Helyezés  | Pontszám | Helyezés |
| --------------- | ---------------- | --------- | --------- | -------- | -------- |
| Ana Sofía Gómez | Talaj            | 14,000    | 23.*      | kiesett  | kiesett  |
| Ana Sofía Gómez | Felemás korlát   | 13,266    | 49.       | kiesett  | kiesett  |
| Ana Sofía Gómez | Gerenda          | 14,333    | 19.       | kiesett  | kiesett  |
| Ana Sofía Gómez | Egyéni összetett | 56,132    | 16.       | 54,899   | 22.      |

* - egy másik versenyzővel azonos eredményt ért el

## Úszás
Férfi
| Versenyző   | Versenyszám | Előfutam | Előfutam | Előfutam | Elődöntő | Elődöntő | Elődöntő | Döntő   | Döntő    |
| Versenyző   | Versenyszám | Idő      | Hely.    | Össz.    | Idő      | Hely.    | Össz.    | Idő     | Helyezés |
| ----------- | ----------- | -------- | -------- | -------- | -------- | -------- | -------- | ------- | -------- |
| Kevin Ávila | 100 m gyors | 51,44    | 2.       | 38.      | kiesett  | kiesett  | kiesett  | kiesett | kiesett  |

## Vitorlázás
Férfi
| Versenyző           | Versenyszám | Futam | Futam | Futam | Futam | Futam | Futam | Futam | Futam | Futam | Futam | Futam | Pontszám | Helyezés |
| Versenyző           | Versenyszám | 1     | 2     | 3     | 4     | 5     | 6     | 7     | 8     | 9     | 10    | É     | Pontszám | Helyezés |
| ------------------- | ----------- | ----- | ----- | ----- | ----- | ----- | ----- | ----- | ----- | ----- | ----- | ----- | -------- | -------- |
| Juan Ignacio Maegli | Laser       | 1     | 10    | 7     | 13    | 5     | 20    | 7     | 10    | (21)  | 21    | 14    | 108      | 9.       |

Női
| Versenyző     | Versenyszám  | Futam | Futam | Futam | Futam | Futam | Futam | Futam | Futam | Futam | Futam | Futam   | Pontszám | Helyezés |
| Versenyző     | Versenyszám  | 1     | 2     | 3     | 4     | 5     | 6     | 7     | 8     | 9     | 10    | É       | Pontszám | Helyezés |
| ------------- | ------------ | ----- | ----- | ----- | ----- | ----- | ----- | ----- | ----- | ----- | ----- | ------- | -------- | -------- |
| Andrea Aldana | Laser radial | 24    | 36    | 34    | (39)  | 38    | 8     | 24    | 33    | 29    | 31    | kiesett | 257      | 32.      |